# ГЕС Каджакі
ГЕС Каджакі – гідроелектростанція в Афганістані. Використовує ресурс із річки Гільменд, яка прямує до безсточного озера Хамун. Гребля була побудована між 1951 і 1953 американською фірмою Morrison–Knudsen в рамках проекту Управління долини Гільменд.
У 1975 USAID доручив першу установку двох генеруючих установок потужністю 16,5 МВт у електростанції, побудованій на нозі дамби. Ця електростанція першої черги фактично була побудована для розміщення трьох однакових за розміром одиниць. Спочатку були встановлені лише блоки 1 і 3. 
Перш ніж совєти вторглися до Афганістану 1979, підрядники вже залишили країну.
В 1951-1953 роках річку перекрили кам’яно-накидною греблею із глиняним ядром висотою 100 метрів та довжиною 290 метрів, яка утворила водосховище з об’ємом 1,6 млрд м3 (корисний об’єм 1134 млн м3). Задля збільшення резервуару до 2,3 млрд м3 (підвищення рівня з позначки 1033,5 метра НРМ до 1045 метрів НРМ) у семистах метрах від греблі розпочали спорудження додаткового потужного водоскиду, проте після вторгнення радянських військ в 1979 році роботи зупинились та так і не були відновлені. 
Первісно гребля виконувала лише іригаційну функцію (забезпечувала зрошення 180 тисяч гектарів земель), допоки через два десятки років не була доповнена пригреблевим машинним залом, куди ресурс надходить через напірний водовід довжиною 100 метрів з діаметром 7 метрів. У 1976 році тут ввели в експлуатацію дві турбіни типу Френсіс потужністю по 16,5 МВт. Планувався також монтаж третього гідроагрегату, але цю частину проекту вдалось реалізувати лише в 2016 році, коли на станції запрацювала ще одна турбіна потужністю 18,5 МВт. Гідроагрегати ГЕС використовують напір у 65,5 метра.